# Dolmen von Boumiers
Der rechteckige Dolmen von Boumiers (auch Bommiers oder Dolmen Pierre Fondue genannt) ist eine Megalithanlage aus der Jungsteinzeit. Der Dolmen liegt auf einer zum westlich gelegenen Viennetal geneigten Hochebene zwischen den Straßen A10 und der D910, etwa 3,0 km südlich von Sainte-Maure-de-Touraine, bei Châtellerault in der Touraine im Département Indre-et-Loire in Frankreich. 
Dolmen ist in Frankreich der Oberbegriff für neolithische Megalithanlagen aller Art (siehe: französische Nomenklatur). Der Südost-Nordwest orientierte Dolmen wurde in der ersten Hälfte des 19. Jahrhunderts entdeckt und ist seit 1945 als Monument historique registriert. Er wurde 1842 von dem Archäologen Jean-Jacques Bourassé (1813–1872) beschrieben und hatte zum Zeitpunkt seiner archäologischen Untersuchungen einen guten Erhaltungsgrad, der später beseitigt wurde.
Der türkisfarbene Sandsteinkalkstein-Dolmen misst etwa 2,65 × 3,2 m und ist etwa 2,0 Meter hoch. Er besteht vermutlich aufgrund von Ausgrabungen, die in der Kammer stattfanden, aus vier nach innen geneigten Tragsteinen, die einem 0,35 m dicken trapezoiden Deckstein von 3,1 × 2,4 m tragen, der hinten weit übersteht. Der südwärts gerichtete Orthostat unter der Deckenplatte ist 3,2 m, der nördliche ist 3,1 m und der westliche 2,9 m lang. Der Zugang zur Dolmenkammer ist nach Osten gerichtet.
Auf der Oberfläche ist ein artifizieller, nichtlinearer Streifen sichtbar. Die Nut in Form eines Kanals verläuft von der Mitte zum nördlichen Ende. Eine Platte auf dem Boden, von der nur Trümmer übrig sind, ist wahrscheinlich Teil einer weiteren Deckenplatte. Obwohl die Steine, aus denen die Megalithanlagen zusammengesetzt sind, im Allgemeinen unbearbeitet sind, weisen Spuren auf ihren Oberflächen darauf hin, dass die Steinoberflächen Nivellierungen unterzogen wurden. Im Gegensatz zur stehenden Endplatte liegt am Kammerzugang ein Steinblock am Boden, der nach Jean-Jacques Bourassé auch ein Fragment einer Deckplatte sein könnte. Reste von Mörtel zwischen dem Boden und der Deckenplatte zeugen von einer Verwendung als Unterschlupf oder Stall.
Bei den Ausgrabungen der geplünderten Anlage wurden keine menschlichen Überreste oder Bestattungsgegenstände gefunden.
Der Dolmen befindet sich etwa einen Kilometer nördlich des Menhir Pierre Percée von Draché.